# Bertil Höök
Bertil Rudolf Höök, född 20 april 1903 i Gällivare, död 31 maj 1977 i Luleå, var en svensk arkitekt. Han var far till Jan Höök, Lars Bertil Höök, Ulla-Britta Edberg och Karin Carlsson samt make till Elisabet Höök.
Höök, som var son till lokförare Jan Olof Höök och Amalia Björkbom, avlade studentexamen i Luleå 1922 och utexaminerades från Kungliga Tekniska Högskolan i Stockholm 1926. Han var anställd vid länsarkitektkontoret i Norrbottens län 1926–1928, bedrev egen arkitektverksamhet i Kiruna 1928–1933, gjorde provtjänstgöring vid Byggnadsstyrelsens stadsplanebyrå 1933 samt bedrev egen verksamhet i Luleå från 1933 och i Sundsvall[när?]. Han var stadsarkitekt i Kiruna, Gällivare och Malmberget 1936–1964. Han publicerade egna skrifter, bland annat i tidskriften Byggmästaren 1939 om Gültzaubadet i Luleå.

## Verk i urval
- Skolor i Kiruna 1928-1930.
- Ålderdomshem Kiruna 1932.
- Krematorium i Kiruna 1933.
- Krematorium i Kramfors 1934.
- Byggnadsplaner för Gammelstad, Bergnäset och Råneå 1934.
- Stadsplan för Älvsbyn 1934.
- Gültzaubadet i Luleå 1939.
- Svenska Handelsbanken, Storg 27, Luleå 1956.

## Bilder

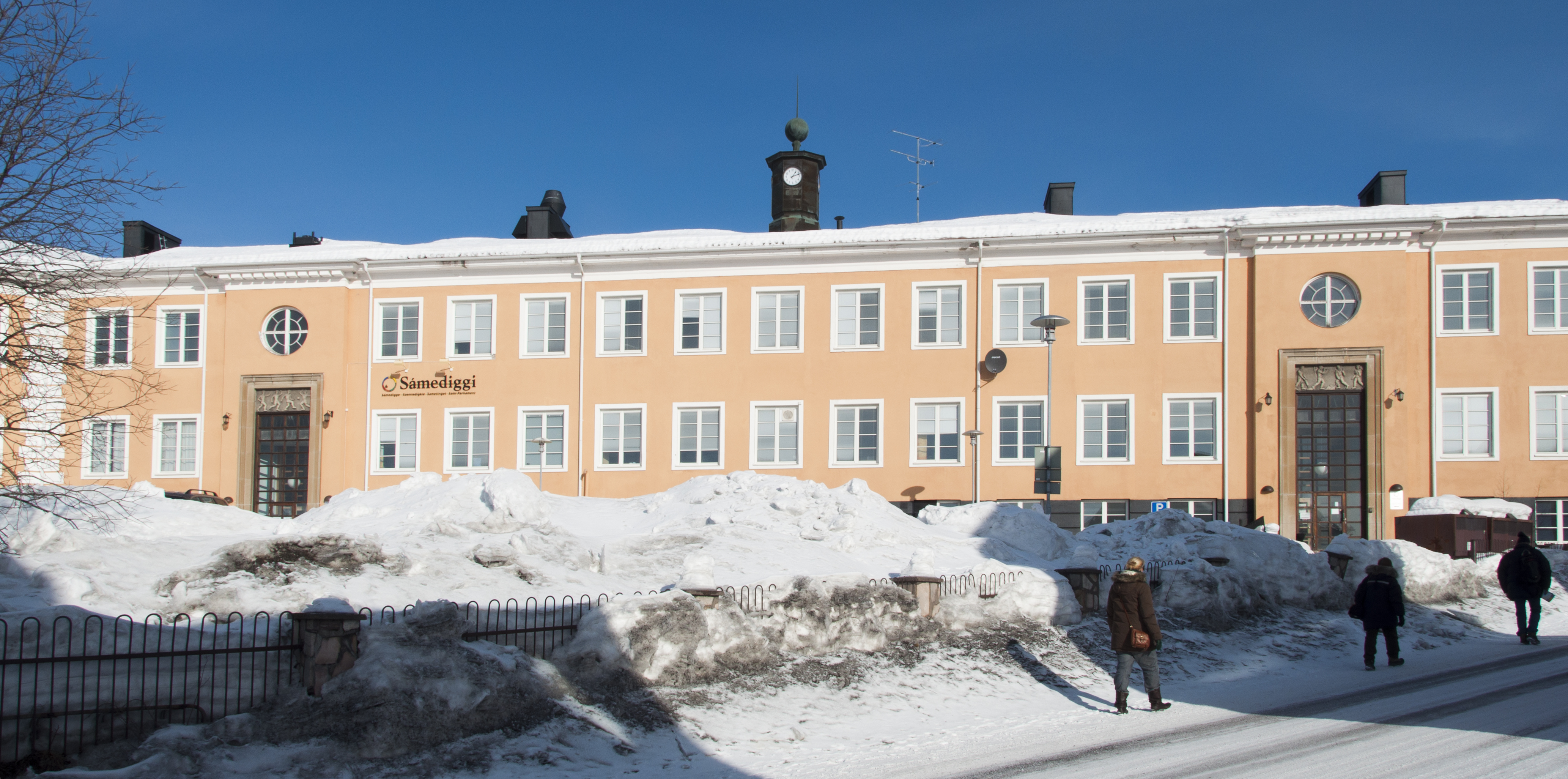
Östermalmsskolan i Kiruna.
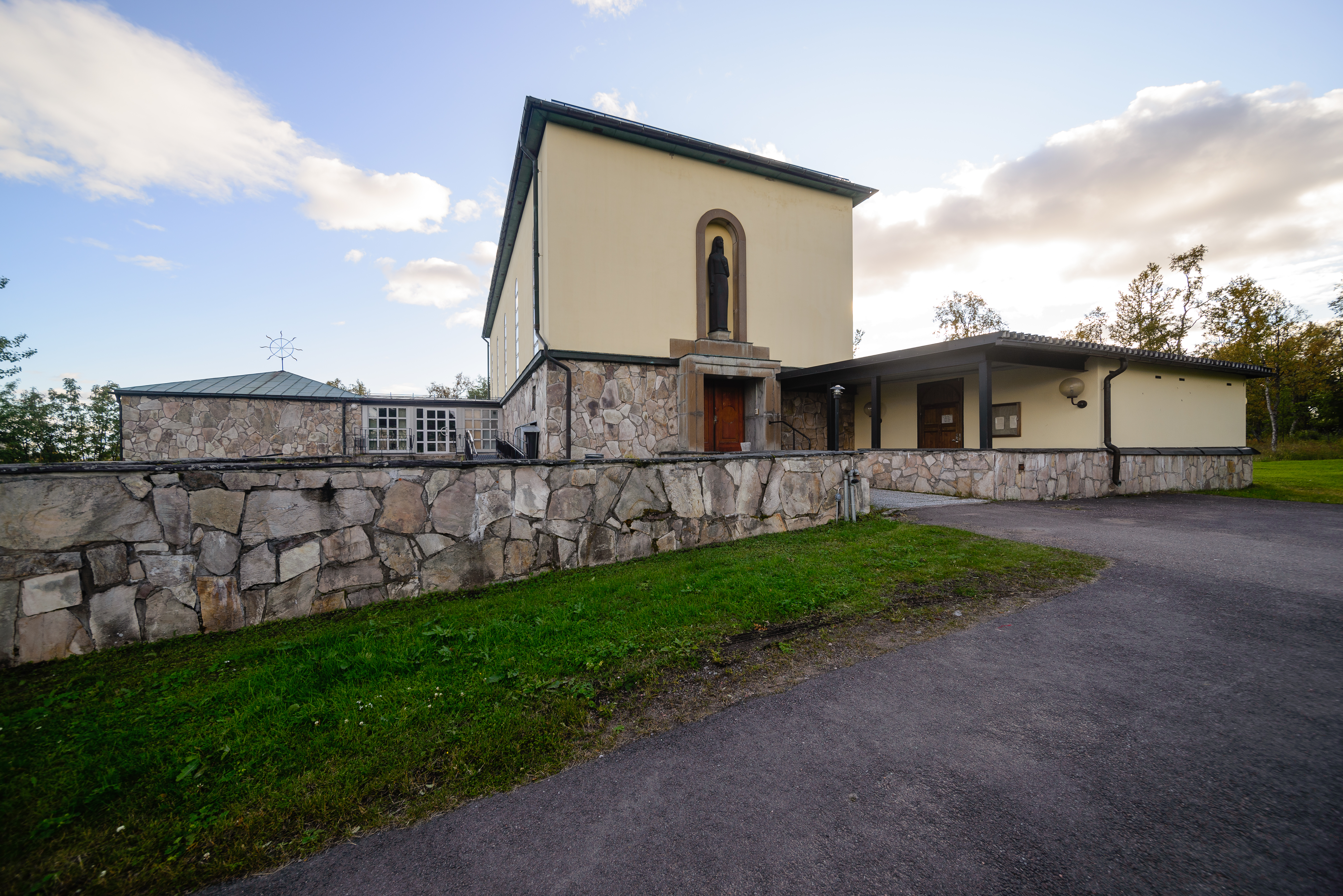
Kiruna krematorium färdigställt 1933.
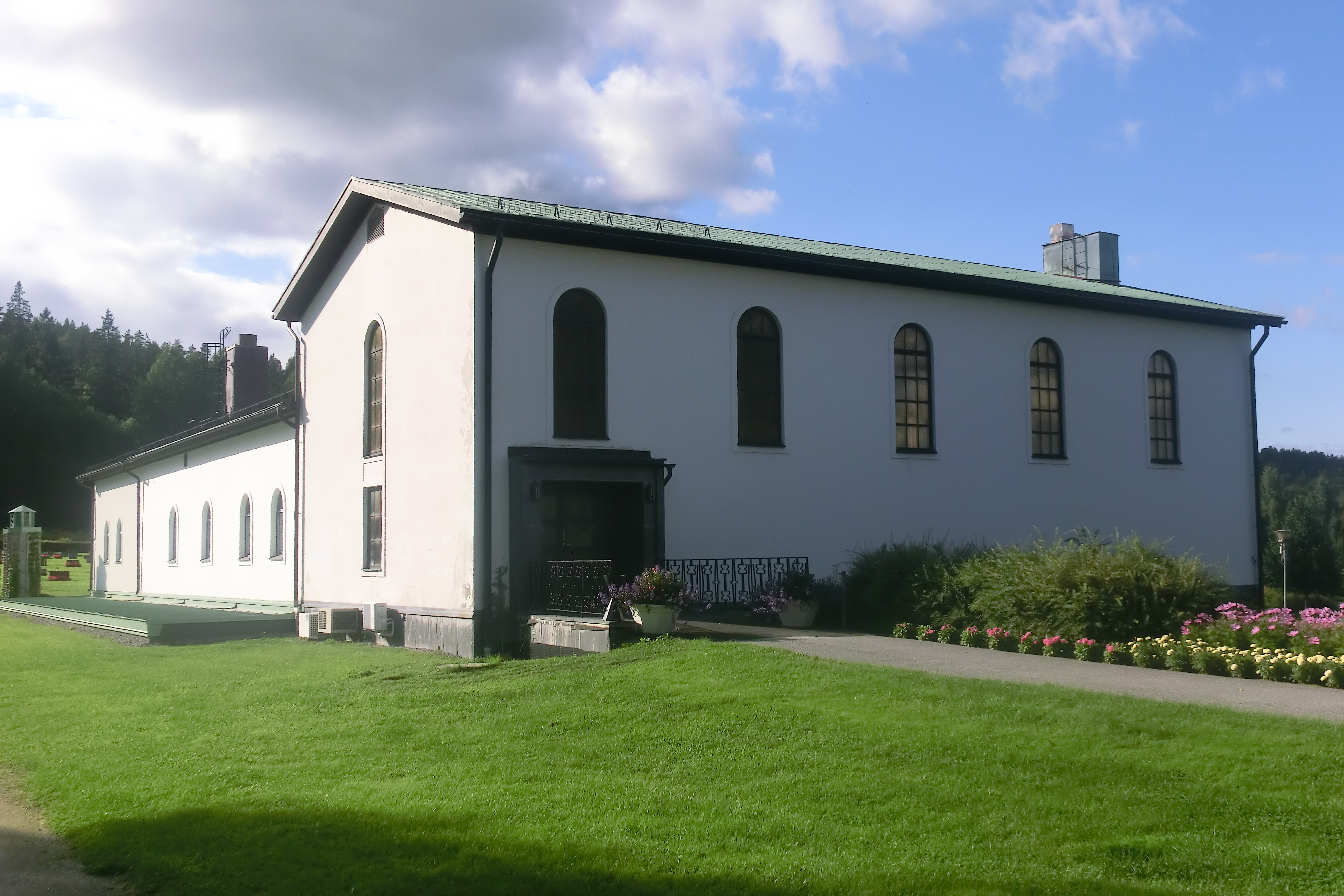
Mariakapellet i Kramfors